# Renate Loewenberg
Renate Loewenberg (geborene Meinert, verheiratete Wekwerth; * 14. Oktober 1929; † 13. August 2016) war eine deutsche Drehbuchautorin, Filmregisseurin und Journalistin. Sie war von 1964 bis 1966 Chefredakteurin der DEFA-Wochenschau Der Augenzeuge.

## Geschichte
Renate Meinert heiratete 1953 Manfred Wekwerth, der damals Regieassistent am Berliner Ensemble unter Bertolt Brecht war.
Seit 1959 war sie Redakteurin bei der DEFA-Wochenschau Der Augenzeuge. 1961 wurde sie dort stellvertretende Chefredakteurin und 1964 Chefredakteurin. 1965 oder 1966 heiratete sie den Dokumentarfilmregisseur Dagobert Loewenberg, mit dem sie seitdem eng zusammenarbeitete.
Seit 1967 war Renate Loewenburg für den Deutschen Fernsehfunk tätig, vor allem für die Nachrichtensendung Aktuelle Kamera.
Ab 1990 schrieb sie kurzzeitig für den Verlag Die Wirtschaft.

## Filmografie (Auswahl)
Regie
- 1967 Der Augenzeuge, Nr. 34/1967, auch Drehbuch
- 1982 Weißwasser – ein Stück Heimat, mit Dagobert Loewenberg

Drehbuch
- 1965 DDR-Magazin, 25/1965, als Renate Wekwerth, Regie Dagobert Loewenberg[1]
- 1967 DDR-Magazin, 34/1967, auch Regie

Idee
- 1989/90 Spreewaldfamilie, Deutscher Fernsehfunk, mit Dagobert Loewenberg[2]

## Bücher
Renate Loewenberg veröffentlichte mindestens fünf Bücher mit Kurzgeschichten
- Die letzten Rosen, 2009
- Zwei linke Stiefel
- Der Bonbonmann
- Lachen verboten, 2013, fünftes Buch

## Ehrungen
- 1965 Heinrich-Greif-Preis, Redaktion Der Augenzeuge mit Dagobert Loewenberg und zwei weiteren Redakteuren
- 1979 Heinrich-Greif-Preis, Redaktion Aktuelle Kamera, mit Dagobert Loewenberg und weiteren Redakteuren